# Mas-Saint-Chély
 Mas-Saint-Chély  es una población y comuna francesa, situada en la región de Languedoc-Rosellón, departamento de Lozère, en el distrito de Florac y cantón de Sainte-Enimie.

## Demografía
| 163 | 146 | 117 | 107 | 104 | 109 |
| Para los censos de 1962 a 1999 la población legal corresponde a la población sin duplicidades (Fuente: INSEE [Consultar]) |     |     |     |     |     |